# Чемпіонат Української РСР з хокею 1949
Чемпіонат Української РСР з хокею сезону 1949 року було проведено з 8 по 27 лютого 1949 року.

## Регламент змагань
Чемпіонат УРСР сезону 1949 року проводився за кубковою системою (хоча у пресі тодішніх часів і зустрічалася назва «Кубок УРСР», проте розіграш першого Кубку УРСР з хокею відбувся у 1970 році). Матчі проходили на відкритих майданчиках у трьох містах - Харкові, Львові та Києві. Фінальна гра відбулася 27 лютого 1949 року в Харкові.

## Розіграш першості

### 1/4 фіналу
| Дата       | Місце                                             | Господарі       |   | Гості             | Рахунок             |
| 08.02.1949 | Львів Льодове поле спортивного товариства «Медик» | «Спартак» Львів | – | «Спартак» Ужгород | 5:2 (0:2, 2:0, 3:0) |

### 1/2 фіналу
| Дата       | Місце                    | Господарі          |   | Гості              | Рахунок              |
| 13.02.1949 | Київ Стадіон «Динамо»    | «Динамо» Київ      | – | «Спартак» Дрогобич | 10:3 (?:?, ?:?, ?:?) |
| 13.02.1949 | Харків Стадіон «Трактор» | «Локомотив» Харків | – | «Спартак» Львів    | 10:3 (?:?, ?:?, ?:?) |

### Фінал
| Дата       | Місце                    | Господарі          |   | Гості         | Рахунок             |
| 27.02.1949 | Харків Стадіон «Трактор» | «Локомотив» Харків | – | «Динамо» Київ | 7:0 (?:?, ?:?, ?:?) |

## Підсумкова класифікація
| Місце | Команда            | І | В | Н | П | Ш     | О |
| ----- | ------------------ | - | - | - | - | ----- | - |
| 1     | «Локомотив» Харків | 2 | 2 | 0 | 0 | 17-3  | 4 |
| 2     | «Динамо» Київ      | 2 | 1 | 0 | 1 | 10-10 | 2 |
| 3-4   | «Спартак» Львів    | 2 | 1 | 0 | 1 | 8-12  | 2 |
| 3-4   | «Спартак» Дрогобич | 1 | 0 | 0 | 1 | 3-10  | 0 |
| 5     | «Спартак» Ужгород  | 1 | 0 | 0 | 1 | 2-5   | 0 |

## Склади команд
«Локомотив» Харків: Микола Уграїцький (?, ?); Олександр Бакуменко (?, ?), Георгій Борзенко (?, ?), Євген Брусов (?, ?), Олександр Бутенко (?, ?), С. Безрук (?, ?), ...

«Динамо» Київ: Антон Ідзковський (≥1, ?), Михайло Терзман (?, ?); Федір Дашков (≥1, ?), Георгій Пономарьов (≥1, ?), Олександр Шевцов (≥1, ?), Дмитро Алімов (?, ?), А. Зелянін (?, ?), Олександр Щанов (?, ?), ...

«Спартак» Львів: ...; В. Дицьо (≥1, ≥3), ...

«Спартак» Дрогобич: ...

«Спартак» Ужгород: Федір Лечко (1, -5); М. Топач (1, 1), ...